# Майнбург
Майнбург (нім. Mainburg) — місто в Німеччині, знаходиться в землі Баварія. Підпорядковується адміністративному округу Нижня Баварія. Входить до складу району Кельгайм.
Площа — 61,65 км2. Населення становить 15 106 ос. (станом на 31 грудня 2020).